# Johann Severin Vater
Johann Severin Vater (1771-1826) (* Altenburg, 27 de Maio de 1771 † Halle, 16 de Março de 1826) foi teólogo, filólogo, erudito bíblico e linguista alemão. Estudou nas Universidades de Jena e de Halle e deu aulas de teologia na Universidade de Königsberg.

## Publicações
- Commentar über den Pentateuch (Comentário sobre o Pentateuco), sua obra principal, 1802-1806
- Animadversiones et lectiones ad Aristotelis libros tres Rhetoricorum“ (Leipzig, 1794)
- Gramática hebraica (1797)
- Handbuch der hebräischen, syrischen, chaldäischen und arabischen Grammatik (Compêndio sobre a gramática hebraica, síria, caldaica e árabe, 1801)
- Gramática polonesa (1807)
- Gramática russa (1809)
- Continuação da obra Mithridates de Adelung (1809-17)
- Literatur der Grammatiken, Lexika und Wörtersammlungen aller Sprachen der Erde (1815)

Ele também editou e continuou a obra Allgemeine Geschichte der christlichen Kirche (História Geral sobre a Igreja Cristã) de Henke (1818-23).